# Sængerkrieg
Sængerkrieg o Sängerkrieg (Guerra de Cantantes, en español), es el octavo álbum de estudio de la banda de Folk metal alemana In Extremo. Fue lanzado el 9 de mayo de 2008 a través de Universal Music Group.

## El disco
Sængerkrieg cuenta con la colaboración de José Andrëa, vocalista de la agrupación, también de Folk Metal, Mägo de Oz, que participa con su voz en el tema En Esta Noche. Este tema es la primera incursión de la banda en el idioma español. Sængerkrieg se diferencia de sus antecesores en su apariencia más roquera aunque sin dejar de lado su marcado ritmo medieval.
El álbum fue lanzado 9 de mayo de 2008 y fue precedido por el sencillo "Frei zu Sein". El segundo sencillo fue "Neues Glück". El álbum alcanzó por primera vez en la historia del grupo el primer lugar en las Listas de Control de los medios de comunicación en Alemania. La edición limitada del álbum contiene un bonus DVD con un making of del álbum, un breve documental sobre el grupo y el espectáculo completo en el Wacken Open Air en 2008.

## Recepción
Después de tres años sin un Álbum de estudio Sængerkrieg sale a la luz en mayo de 2008 y consiguen ubicarse directamente en el número 1 de las listas de medios de Alemania. Se mantuvo en las lista durante 30 semanas, siendo el álbum de In Extremo que más tiempo se ha mantenido en estas. En las listas de Austria ocupó el decimotercer puesto y en Suiza ocupó el número 22.

## Crítica
Varias publicaciones han mostrado su opinión acerca de este álbum:

"Sängerkrieg" ofrece una gran variedad y una perfecta simbiosis de sonidos medievales y una base de hard rock. Los berlineses están brillando al fin después de tanta agitación de los últimos años. En su noveno trabajo IN EXTREMO ha demostrado definitivamente que ha ganado la guerra. ¡Grandes!
Enrico Ahlig powermetal.de

A pesar de tener varios puntos a favor, como ritmos pegadizos, en "Sängerkrieg" han dejado atrás su estilo "juglaresco" por desgracia. Los fans mas viejos se sorprenderán al encontrar rock suave entre sus piezas, que en ningún momento alcanza la energía que ocupaba In Extermo. Es estilo de juglares ha quedado totalmente atrás, un gran cambio, por desgracia, no para bien.
Stefan Frühauf dark-festivals.de

In Extremo, en general, con su noveno álbum han vuelto a crear un éxito. Cargado de humor de principio a fin y una buena muestra de sus raíces. Es una continuación ideal para "Mein Rasend Herz". Aprobado!
Justus Ledig metal1.info

En medio de la tormenta del rock alemán, cuyo rumbo no esta definido, este álbum da señales. El camino aun es complejo, y a veces interesante. El álbum es un poco ambiguo, destinado al mercado de las masas, es posible que algún seguidor viejo se encuentre decepcionado.
Dimitrios Poultidis stormbringer.at

Sängerkrieg cuenta con verdaderos hitos del Mittelalter-Rock, como se le conoce en sus tierras originales, un buen disco si quieres ampliar horizontes.
El Gnomo Feliz Hell's Reviews

## Temas de las canciones
- "Sieben Köche" (Siete cocineros) Es una descripción metafórica del grupo. El grupo se describe con ironía como un conjunto de cocineros que producen varios ingredientes para encontrar la mejor receta para una de sus composiciones.
- "Sængerkrieg" (Guerra de Cantantes) Alude al hecho histórico de la "guerra de los cantantes", que tuvo lugar en el castillo de Wartburg en el siglo XIII y donde varios famosos poetas alemanes tenían una especie de competencia feroz. In Extremo transfiere esta guerra al tiempo moderno, refiriéndose a la competencia y rivalidades en el Folk Metal alemán.
- "Neues Glück" (Nueva Suerte o Nueva Felicidad) Cuenta la historia de un joven trotamundos que camina de pueblo en pueblo para encontrar la felicidad y la libertad.
- "En esta noche" Es una canción que fue escrita en alemán por el grupo y fue traducida al español después. La canción habla simplemente de un hombre que conoció a una chica en la calle con quien pasó una noche apasionada.
- "Mein Sehnen" (Mi Deseo o Mi Anhelo) es una canción con un texto bastante metafórico y difícil de interpretar. Se trata de un hombre que busca su alma gemela y que se arrepiente de su comportamiento y sobre todo de su orgullo en el pasado.
- "Flaschenpost" (Una Botella) describe los pensamientos de un joven obsesionado con los deseos sexuales que envía una botella al mar con el fin de encontrar una pareja para realizar sus pasiones de las que habla abiertamente.
- "Requiem" es una canción de un poema de François Villon.
- "Frei zu sein" (Para ser Libre) es una canción sobre la libertad. El videoclip de la canción hace alusión a la película "Alguien voló sobre el nido del cuco".
- "Zauberspruch" (Fórmula Mágica) habla sobre una antigua fórmula mágica estona para cazar a los espíritus de la enfermedad.
- "In diesem Licht" (Desde este Punto de Vista) Es otra canción cuyas palabras son difíciles de interpretar. Podemos ver que alguien está tratando de calmar a otra persona que está muy alterada.
- "Tanz mit mir" (Baila conmigo) Habla de una persona que tiene que soportar el sufrimiento y que no aprende de sus errores, pero disfruta de su vida y le pide a un extraño que baile con él para celebrar su alegría.
- "An End Has A Start" es un cover de la canción del mismo nombre del grupo Editors
- "Mein liebster Feind" (Mi Querido Enemigo) Trata de una persona que es siempre desvalorizada y toman sus cosas, jura vengarse de quienes lo han tratado mal.
- "Auf's Leben" (De la Vida) Se refiere a un anciano que bebe fraternalmente con otra persona que es muy joven e inocente en la vida.

## Lista de canciones
| N.º   | Título                                          | Escritor(es)                   | Duración |  |
| 1.    | «Sieben Köche»                                  | In Extremo                     | 2:56     |  |
| 2.    | «Sængerkrieg»                                   | In Extremo                     | 3:56     |  |
| 3.    | «Neues Glück»                                   | In Extremo                     | 3:25     |  |
| 4.    | «En Esta Noche» (con José Andrëa de Mägo de Oz) | In Extremo                     | 4:02     |  |
| 5.    | «Mein Sehnen»                                   | In Extremo                     | 4:12     |  |
| 6.    | «Flaschenpost»                                  | In Extremo                     | 4:05     |  |
| 7.    | «Requiem»                                       | In Extremo, Tradicional        | 3:58     |  |
| 8.    | «Frei Zu Sein»                                  | In Extremo                     | 3:35     |  |
| 9.    | «Zauberspruch»                                  | In Extremo, Tradicional        | 4:06     |  |
| 10.   | «In Diesem Licht»                               | In Extremo                     | 4:45     |  |
| 11.   | «Tanz mit Mir»                                  | In Extremo                     | 4:07     |  |
| 12.   | «An End Has a Start»                            | Lay, Leetch, Smith, Urbanowicz | 3:53     |  |
| 13.   | «Mein Liebster Feind»                           | In Extremo                     | 4:11     |  |
| 14.   | «Auf's Leben»                                   | In Extremo                     | 4:19     |  |
| 58:23 |                                                 |                                |          |  |

## Créditos
- Gaita, Coros, Tin Whistle, Zanfona, Shawm - Flex Der Biegsame
- Gaita, Arpa, Bombarda, Dulcémele - Dr. Pymonte
- Gaita, Nyckelharpa, Shawm, Darbuka - Yellow Pfeiffer
- Bajo - Die Lutter
- Batería - Der Morgenstern
- Asistente técnico - Marco Perdacher
- Asistente técnico - Toni Meloni
- Guitarra acústica, coros, Guitarra eléctrica, Cytar - Van Lange
- Letras por - In Extremo (tracks: 1 al 6, 8, 10, 11, 13, 14), Traditional (tracks: 7, 9)
- Letras adaptadas - In Extremo (tracks: 7, 9)
- Música por - In Extremo (tracks: 1 al 11, 13, 14)
- Música y Letra - Urbanowicz* (tracks: 12), Lay* (tracks: 12), Leetch* (tracks: 12), Smith* (tracks: 12)
- Producido por - In Extremo, Resetti-Brothers (Vincent Sorg & Jörg Umbreit)*
- Grabado, Mezclado, Editado, Masterizado por - Resetti-Brothers (Vincent Sorg & Jörg Umbreit)*
- Voces, Davul, Guitarra [Cyster] - Das Letzte Einhorn[9]